# Jules Corman
Jules Corman, décédé en mer le 28 août 1959 (au large de la Sardaigne, avec un autre spécialiste portugais), était un chasseur sous-marin français licencié au Comité de Provence.
Il a été le premier champion du monde français de la spécialité, lors de la 2e édition du championnat organisée en 1958 à Sesimbra (Portugal) (il l'a été également la même année par équipes, avec Henri Roux (vice-champion individuel, également licencié au Comité de Provence) et Roger Cadioux (lui-aussi du Comité de Provence), les trois mêmes ayant par la suite disputé le Championnat du Brésil (* p.2).
Jules Corman a également été champion de France le 12 juillet 1959 à Bône (au Cap Rosa (Algérie), lors de la 5e édition de l'épreuve, le Comité de Provence remportant aussi le championnat des Comités avec Roux (9e individuellement derrière Roger Cadioux), devant celui d'Algérie), et aurait dû participer la même année aux championnats du monde organisés à Malte (** p.2-4).
Le club civil de plongée de La Seyne porte son nom. 

## Biographie
- Mensuel L'Aventure Sous Marine, Octobre-Novembre 1959, n°23 (Exclusif: La soucoupe plongeante), article Jules Corman.